# Françoise Poos
Françoise Poos (30. října 1964, Lucemburk) je lucemburská kurátorka, badatelka a fotografka.

## Životopis
Vystudovala moderní literaturu ve Štrasburku a také filmovou vědu. Svou profesionální kariéru zahájila v listopadu 1990 v RTL Radio Luxembourg. V červnu 1992 odešla z RTL a nastoupila do "Service des médias et de l'audiovisuel" státního ministerstva, kde zřídila kontaktní a poradenskou službu spolufinancovanou EU pod názvem "Media Desk". Poté byla konzultantkou výstavy Edwarda Steichena Hořká léta a od roku 2010 kurátorkou a výzkumnicí na volné noze v oblasti vizuální kultury.
Od dubna 2013 do srpna 2017 byla předsedkyní rady Soziokulturelle Radio a od června 2019 je předsedkyní rady Neimünster.

## Studia
- 1985–1990 Univerzita Marca Blocha, Strasburk II: Magistra v komparativní literatuře
- 2009–2011 University of the Arts London: Studentka výzkumu v oboru fotografie a zobrazování
- 2011–2016 De Montfort University, PhD Fotografie a obrazová věda
- 2014–2017 vědecká pracovnice na Lucemburské univerzitě